# Ashley Scott

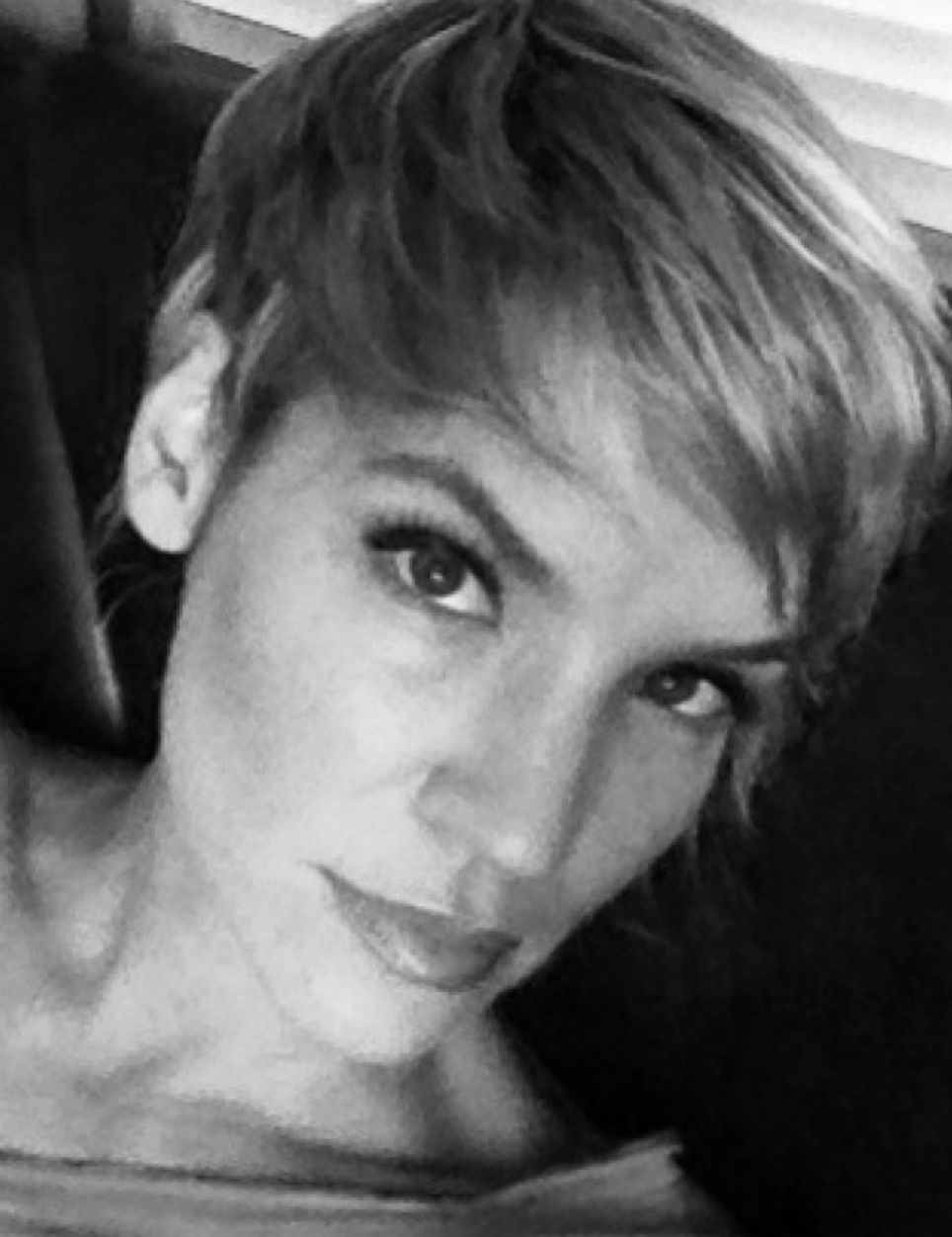
Ashley Scott

Ashley McCall Scott (* 13. Juli 1977 in Metairie, Louisiana) ist eine US-amerikanische Schauspielerin und ehemaliges Model.

## Leben und Karriere
Scott ist mit ihren Eltern und den beiden Brüdern in Charleston, South Carolina aufgewachsen. Als kleines Mädchen modelte sie für die Agentur von Mille Lewis. Nachdem Scott die High School beendet hatte, setzte sie ihre Modelkarriere in London fort. Dort wurde sie von der „Elite Miami“ entdeckt. Daraufhin zog sie nach Miami und wurde Katalogmodell. Sie lief in Miami, Paris und London über den Laufsteg.
2004 heiratete Scott den Filmproduzenten Anthony Rhulen, die Ehe wurde geschieden. Ashley Scott ist mit dem Sänger der Pop-Band Worlds Apart Steve Hart verheiratet, mit dem sie zwei Töchter hat. Zurzeit lebt Scott in Los Angeles.
Während ihrer Zeit in Miami wurde Scott auf die Schauspielerei aufmerksam und beschloss, ihre Modellkarriere für die Schauspielerei zu beenden und sich bei Castings zu verschiedenen Serien und Filmen zu bewerben. Eine ihrer ersten Vorstellungen hatte sie bei Al Pacino, bekam die erwünschte Rolle neben Al Pacino aber nicht. Ihren ersten Auftritt hatte sie in dem Fernsehfilm Criminal Mastermind, einer 30-minütigen Komödie, die auf dem Sender ABC ausgestrahlt wurde. Anschließend erhielt sie die Rolle Gigolo Jane in dem Science-Fictionfilm A.I. – Künstliche Intelligenz. Dabei sah man sie in einer Sequenz gemeinsam mit Jude Law, der die Rolle Gigolo Joe innehatte. Die Hauptrolle David wurde mit Haley Joel Osment besetzt und Steven Spielberg war als Regisseur tätig. Weiter 2001, schaffte sie schließlich den Durchbruch, als sie die Rolle der Asha Barlow in der zweiten Staffel, für 21 Folgen, von James Camerons Dark Angel erhielt. Eine weitere dunkle Rächerin verkörperte sie 2002/2003 als Helena Kyle/Huntress, der Tochter von Batman und Catwoman, in der US-Serie Birds of Prey.
In S.W.A.T. – Die Spezialeinheit verkörperte Scott 2003 die Ex-Freundin Lara des Protagonisten Jim Street, der durch Colin Farrell dargestellt wurde. Im Jahr darauf wirkte sie in dem Horrorfilm Trespassing und in dem Actionthriller Lost mit. Im Jahr 2005 stand sie ein weiteres Mal neben Jessica Alba vor der Kamera. In John Stockwells Into the Blue, spielte sie die Freundin von Scott Caans Charakter und verkörperte eine Taucherin, die bei der Bergung von Drogen aus einem abgestürzten Flugzeug von einem Tigerhai angegriffen wird. In diesem Actionfilm erhielten Alba und Paul Walker die Hauptrollen. Im gleichen Jahr erhielt sie eine Nebenrolle neben Ryan Reynolds, Anna Faris und Amy Smart in der Komödie Wild X-Mas.
2006 wirkte Scott im Fernsehfilmdrama Deceit neben Emmanuelle Chriqui und in der Komödie Puff, Puff, Pass mit. Im gleichen Jahr begann sie ein Engagement bei der CBS-Fernsehserie Jericho – Der Anschlag und verkörperte bis 2008 die Rolle Emily Sullivan in 28 Folgen. Nur die anderen beiden Hauptdarsteller Skeet Ulrich und Lennie James standen eine Folge länger vor der Kamera, bevor die Sendung abgesetzt wurde. 2007 spielte sie in Filmdrama Operation: Kingdom in einer Nebenrolle neben Jamie Foxx, Chris Cooper, Jennifer Garner und Jason Bateman. In der Happy-Madison-Komödie Strange Wilderness, erhielt Scott wieder eine größere Nebenrolle, neben den Hauptfiguren Steve Zahn, Allen Covert, Justin Long und Jonah Hill.
Scott spielte in bisher zwei Produktionen der WWE Studios mit. Dabei verkörperte sie 2004 in Walking Tall – Auf eigene Faust die Freundin Deni von Dwayne Johnsons Figur Christian Vaughn. Beide werden fast durch einen Kugelhagel von Gangstern, darunter auch Neal McDonough, getötet. 2009 stand sie für den Actionfilm Zwölf Runden vor der Kamera. Darin spielte sie Molly Porter die entführte Freundin von Detective Danny Fisher (dargestellt von John Cena). Anschließend folgten Gastauftritte in den Krimiserien CSI: Miami und Navy CIS. 2010 verkörperte sie in dem Familienfilm Christmas Mail die Hauptrolle der Kristi North. Danach stand sie für den Thriller Unstable vor der Kamera.

## Filmografie (Auswahl)
- 2001: Criminal Mastermind (Fernsehfilm)
- 2001: A.I. – Künstliche Intelligenz (A.I. – Artificial Intelligence)
- 2001–2002: Dark Angel (Fernsehserie, 12 Folgen)
- 2002: Birds of Prey (Fernsehserie, 13 Folgen)
- 2003: S.W.A.T. – Die Spezialeinheit (S.W.A.T.)
- 2004: Walking Tall – Auf eigene Faust (Walking Tall)
- 2004: Trespassing
- 2004: Lost
- 2005: Into the Blue
- 2005: Wild X-Mas (Just Friends)
- 2006: Puff, Puff, Pass
- 2006: Deceit
- 2006–2008: Jericho – Der Anschlag (Jericho, Fernsehserie, 28 Folgen)
- 2007: Operation: Kingdom (The Kingdom)
- 2008: Strange Wilderness
- 2009: Fear Itself (Fernsehserie, Folge 1x13 The Circle)
- 2009: CSI: Miami (Fernsehserie, Folge 7x19 Target Specific)
- 2009: Zwölf Runden (12 Rounds)
- 2010: Navy CIS (NCIS, Folge 7x21 Regel Nummer Zehn)
- 2011: Weihnachtspost (Christmas Mail)
- 2012: Unstable
- 2013: The Perfect Boyfriend (Fernsehfilm)
- 2013: Summoned (Fernsehfilm)
- 2013: Holiday Road Trip (Fernsehfilm)
- 2013: The Nightmare Nanny (Fernsehfilm)
- 2015: 16 and Missing (Fernsehfilm)
- 2015: UnREAL (Fernsehserie, 7 Folgen)
- 2016: Broken Promise (Fernsehfilm)
- 2016: A Killer Walks Amongst Us
- 2017: Fatal Defense (Fernsehfilm)
- 2017: One Small Indiscretion (Fernsehfilm)
- 2017: A Stranger with My Kids (Fernsehfilm)
- 2018: A Tale of Two Coreys (Fernsehfilm)
- 2019: Secret Obsession
- 2019: The Flash (Fernsehserie, Folge 6x09 Crisis on Infinite Earths: Part Three)
- 2022: Cheerleader Conspiracy (Deadly Cheer Mom, Fernsehfilm)